# K.u.k. Husarenregiment „Friedrich Leopold von Preußen“ Nr. 2

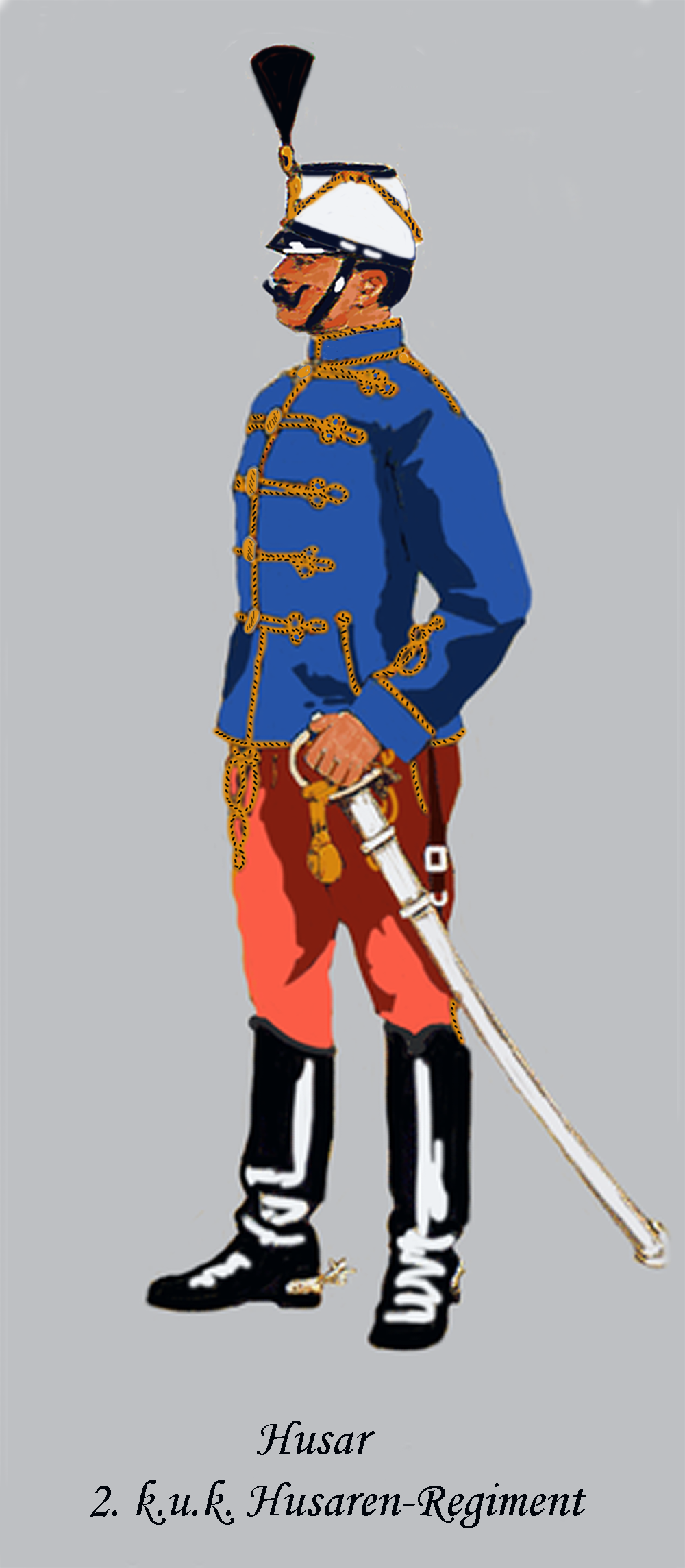
Husarenregiment „Friedrich Leopold von Preußen“ Nr. 2 - Uniform bis 1916

Das Husarenregiment „Friedrich Leopold von Preußen“ Nr. 2 war als Österreichisch-Habsburgischer Kavallerieverband aufgestellt worden. Die Einheit existierte danach in der k.k. bzw. Gemeinsamen  Armee innerhalb der Österreichisch-Ungarischen Landstreitkräfte bis zum Ende des Ersten Weltkrieges.
Bei der Aufstellung einer Kavallerie-Rangliste im Jahre 1769 erhielt der Verband die Bezeichnung Cavallerie-Regiment Nr. 17  zugewiesen.
Alle Ehrennamen der Regimenter wurden im Jahre 1915 ersatzlos gestrichen. Das Regiment sollte von da an nur noch „Husaren-Regiment Nr. 2“ heißen. (Dies ließ sich in der Praxis jedoch nicht durchsetzen, einerseits weil sich niemand daran hielt, andererseits weil die sehr sparsame k.u.k. Militärverwaltung angeordnet hatte, zunächst alle noch vorhandenen Formulare und Stempel aufzubrauchen!)

## Aufstellung
Dem Antrag der Stände Siebenbürgens an den Kaiser auf Errichtung eines Husaren-Regiments, wurde am 17. April 1742 stattgegeben und mit Allerhöchster Entschließung zum gleichen Datum die Gründung des Siebenbürgischen Husaren-Regiments angeordnet. Wie damals üblich, wurde es jedoch bereits kurze Zeit später nur noch nach seinem jeweiligen Inhaber benannt.

### Ergänzungen
Das Regiment ergänzte sich bis 1875 ausschließlich aus der Siebenbürger Landschaft. Danach wurde der Ergänzungsbezirk erweitert und auf die angrenzenden Bezirke Ungarns und des Banats ausgedehnt. 1889 wurde der Bezirk Hermannstadt zugewiesen.

## Friedensgarnisonen
| I. | II. | III. |
| --- | --- | --- |
| - 1748 Torda - 1754 Dés - 1754 Homonna - 1755–56 Mähren - 1763 Déva - 1766 Nagy-Enyed - 1769 Broos - 1776–78 Dés - 1780 Reps - 1786 Agnetheln - 1787–88 Nagy-Enyed - 1790–93 Schäßburg | - 1798 Innerösterreich - 1801–05 Nagy-Enyed - 1806 Pettau - 1807 Radkersburg - 1808–09 Reps - 1810 Nagy-Enyed - 1812–13 Suczawa - 1814–15 Trier - 1816 Nagy-Enyed - 1831 Klagenfurt - 1832 Radkersburg - 1836 Essegg | - 1842–48 Ujpécs - 1849 Brandeis - 1850 Klattau - 1851 Podgorze (Krakau) - 1855 Krakau - 1856–1859 Bochnia - 1859 Oberösterreich - 1860 Zolkiew - 1865–66 Lemberg - 1866 Prossnitz - 1870 Bruck an der Leitha - 1891 Hermannstadt - 1900–14 Stab Kronstadt / 1.Esk Höltövény / 2.Esk. Rozsnyó / 3.Esk. Botfalu-Szentpéter / 4.Esk. Vidombák / 5.Esk. Feketehalom / 6.Esk. Keresztényfalva |

## Regimentsinhaber
- 1749 Generalfeldwachtmeister Anton Graf Kálnoky (Husaren-Regiment Kálnoky)
- 1762 Husaren-Regiment Jazygier
- 1784 Oberst Erzherzog Leopold Alexander, Palatin von Ungarn
- 1795 General der Kavallerie Erzherzog Joseph Anton, Palatin von Ungarn
- 1798 (Neue Benennung: Husarenregiment Nr. 2)
- 1847 Ernst August, König von Hannover
- 1852 Nikolaus, Großfürst von Russland
- 1893 Friedrich Leopold, Prinz von Preussen

### Zweite Inhaber
- 1784 Generalmajor Michael Freiherr Splényi von Miháldy († 1809)
- 1809 Feldmarschalleutnant Daniel Freiherr von Mecséry († 1823)
- 1823 unbesetzt
- 1825 General der Kavallerie Ignáz Freiherr Splényi von Miháldy († 1840)
- 1840 Feldmarschalleutnant Ferdinand Graf Zichy
- 1849 Feldmarschalleutnant Ignáz Ritter von Legeditsch
- 1866 Feldmarschalleutnant Johann Freiherr Jósika von Branyicska

### Regiments-Kommandanten
| I. | II. | III. |
| --- | --- | --- |
| - 1742 Obrist Anton Graf Kálnoky - 1746 Obrist Wolfgang Makházszy - 1753 Obrist Joseph Freiherr Jósika von Branyicska - 1757 Obrist Joseph Adam Graf Bethlen - 1759 Oberst Georg von Simony - 1771 Oberst Adam Graf Bethlen - 1773 Obristlieutenant Gregorovich (interim) - 1773 Oberst Johann von Ternyey - 1775 Oberst Johann von Baranyay - 1779 Oberst Anton Hildebrandt - 1789 Oberst Carl Otto Bátorkéz - 1794 Oberst Andreas Freiherr Szent-Kereszty - 1797 Oberst Vincenz Freiherr Knesevich | - 1800 Oberst Franz Szabó - 1804 Oberst Ignaz Freiherr Splényi von Miháldy - 1809 Oberst Freiherr Leopold von Geramb - 1814 Oberst Emanuel Freiherr Bretfeld zu Kronenburg - 1819 Oberst Ferdinand Graf Serbelloni - 1828 Oberst Ritter Michael Thaller - 1833 Oberst Prinz Alexander von Württemberg - 1839 Oberst Ambrosius von Christoffy - 1845 Oberst Ernst Kiss von Elemér et Ittebe - 1849 Oberst Graf Ernst Waldstein-Wartenberg - 1849 Oberst Victor Cseh von Szent-Kátolna - 1854 Oberst Ignaz von Forster - 1859 Oberst Ignaz von Fratricsevics - 1866 Oberst Heinrich Schemel Edler von Kühnritt | - 1871 Oberst Freiherr Carl von Lederer - 1873 Oberst Freiherr Rudolph von Gaffron und Oberstradam - 1879 Oberst Freiherr Alexander Hügel - 1884 Oberst Wilhelm Saffin Edler von Corpon - 1889 Oberst Thomas Zalay de Hagyáros - 1893 Oberst Freiherr Paul Baumgartner von Baumgarten - 1898 Oberst Coloman Jámborffy - 1903 Oberst Heinrich Freiherr von Mylius - 1907 Oberst Julius Ritter Rainer von Lindenbüchl - 1912 Oberst Ladislaus Freiherr Ambrus de Velencze - 1914 Oberst Emmerich Zábrátzky de Szada |

## Gefechtskalender
Österreichischer Erbfolgekrieg

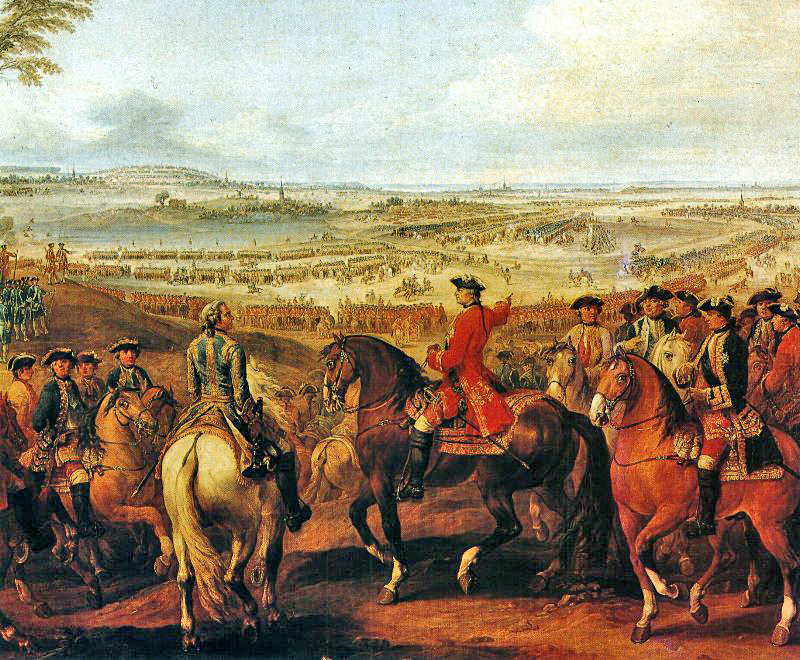
Schlacht bei Lauffeldt

- 1743 stößt das Regiment zur Armee in Bayern und rückte an den Rhein vor.
- 1744 Teilnahme am Gefecht bei Beinheim, danach Verlegung nach Böhmen
- 1745 Kämpfe in Schlesien: Gefechte bei Mochbern und Pretsch
- 1746–47 Vormarsch in die Niederlande, Gefechte bei Rocour und Schlacht bei Lauffeldt

Siebenjähriger Krieg
- 1757 focht das Regiment in der Schlacht bei Kolin, sowie am Moysberg bei Görlitz
- 1758 unter Oberst Bethlen kämpfte das Regiment bei Landshut und Königgrätz
- 1759 Einsätze in Schlesien, Gefechte bei Greiffenberg, Liebau, Teilnahme an der Schlacht bei Kunersdorf
- 1760 Angriff auf Schlesisch-Neustadt, Gefecht bei Lindewiese
- 1761 Der Verband gehörte zum Korps Brentano und hatte in diesem Jahr keine Kampfhandlungen durchzuführen.
- 1762 Gefechte bei Burkersdorf und Peilau

Bayerischer Erbfolgekrieg
- 1778 Einsätze in Böhmen, dabei Gefecht bei Dauba
- 1779 Patrouillen- und Sicherungsdienst, Teile des Regiments nahmen an den Gefechten bei Jonsdorf und Olbersdorf teil

- 1784/85 wurde das Regiment zur Unterdrückung des Walachen-Aufstandes eingesetzt. Ein Detachement der Husaren konnte die Anführer gefangen nehmen.
- 1788 Als Sicherung an die Grenzpässe Siebenbürgens gestellt kämpften die Husaren in den Gefechten bei Porcenj und Pripora
- 1789 wurde der Verband eskadronsweise bei Kimpolung, Rimnik und Porcenj eingesetzt
- 1790 Gefecht bei Kalafat

Koalitionskriege
- 1792/93 verlegt an den Oberrhein, fochten die Husaren bei Landau, im Bienwald, Lauterburg und Saint-Jean-de-Luz gegen die Truppen Napoleons
- 1794 Ein Detachement wird zur Verteidigung der Festung Luxemburg abgestellt
- 1796 wird die Einheit nach Oberitalien verlegt und unternimmt dort Patrouillendienste im Bereich der Festung Mantua
- 1799 Teilnahme an der Schlacht bei Cassano d’Adda, Gefechte bei Trebbia, Novi und Genola, danach abgestellt zur Blockade von Cuneo
- 1800 Gefechte bei Casteggio und Pozzolo-Valeggio
- 1805 Rückzugsgefechte in Italien
- 1809 dem IX. Korps zugeteilt, focht das Regiment in Italien bei Pordenone und Sacile und deckte den Rückzug bei Castelfranco di Veneto-Postioma und an der Piave. Danach nach Ungarn verlegt, kämpften Teile des Regiments bei Csanak und Raab

Befreiungskriege
- 1813 als Teil der Donau-Armee, später im österreichisch-bayrischen Korps unter General der Kavallerie Graf Wrede, fochten die Husaren bei Rothenburg und Hanau
- 1814 Kämpfe bei Brienne-le-Château, Nangis, Saint Martin, Bar-sur-Aube und Arcis-sur-Aube
- 1815 als Besatzungstruppe in Frankreich

Revolution von 1848/49 im Kaisertum Österreich
- 1848/49 Kämpfe gegen die Serben, das Regiment wurde von den Führern des Aufstandes gegen die kaiserlichen Truppen und deren Verbündete eingesetzt.

Deutscher Krieg

Schlacht bei Königgrätz

- 1866 In der Bundesexekution gegen Preußen war das Regiment der Nordarmee zugeteilt. Vier Eskadronen fochten bei Münchengrätz, Jitschin, in der Schlacht bei Königgrätz und bei Roketnitz, die 1. Eskadron lag bei der Besatzung der Festung Theresienstadt

Erster Weltkrieg
Im Ersten Weltkrieg sahen sich die Kavallerie-Regimenter den unterschiedlichsten Verwendungen ausgesetzt. Zum Teil bestanden sie im Regimentsverband weiter, zum Teil wurden sie Eskadronsweise auf die Infanterie-Truppendivisionen, Korps- und Armeestäbe als sogenannte Divisionskavallerie aufgeteilt. (Sie versahen dort Dienste als Aufklärungs- und Meldereiter, sowie als Sicherungs-Detachements.) Die meisten der Regimenter mussten jedoch bald die Pferde abgeben (soweit sie noch welche hatten) und kamen danach zum infanteristische Einsatz. Ausgenommen hiervon waren die Regimenter der 4. Kavallerie-Truppendivision.

## Verbleib
Nach den schweren Verlusten an Personal und Pferden in den Kämpfen gegen Russland zu Beginn des Krieges wurde das Regiment im Jahre 1915 aufgelöst. Zusammen mit den Überresten anderer Kavallerie-Regimenter bildete das ehemalige Husaren-Regiment Nr. 2 das neuerrichtete Kavallerieschützen-Regiment Nr. 9.

## Zugehörigkeit und Status im Juli 1914
- XII. Korps - 1. Kavallerie-Truppendivision - 12. Kavalleriebrigade
- Nationalitäten: 89 % Magyaren, 11 % Sonstige
- Regimentssprache: ungarisch
- Uniform: Lichtblaue Attila mit gelben Oliven (Knöpfen) und weißem Tschakobezug.

Das Regiment war aufgeteilt und in den folgenden Ortschaften garnisoniert:
- Stab: - Kronstadt
- 1.Esk. - Höltövény
- 2.Esk. - Rozsnyó
- 3.Esk. - Botfalu-Szentpéter
- 4.Esk. - Vidombák
- 5.Esk. - Feketehalom
- 6.Esk. - Kereszttényfalva
- Ersatzkader - Nagyszeben

## Gliederung
Ein Regiment bestand in der Österreichisch-Ungarischen Kavallerie in der Regel ursprünglich aus drei bis vier (in der Ausnahme auch mehr) Division. (Mit Division wurde hier ein Verband in Bataillonsstärke bezeichnet. Die richtige Division wurde Infanterie- oder Kavallerie-Truppendivision genannt.) Jede Division hatte drei Eskadronen, deren jede wiederum aus zwei Kompanien bestand. Die Anzahl der Reiter in den einzelnen Teileinheiten schwankte, lag jedoch normalerweise bei etwa 80 Reitern je Kompanie.
Bei der, durch Kaiser Joseph II. begonnenen Heeresreform wurde die Kompaniegliederung innerhalb der Kavallerie aufgegeben.
Die einzelnen Divisionen wurden nach ihren formalen Führern benannt:
- die 1. Division war die Oberst-Division
- die 2. Division war die Oberstlieutenant (Oberstleutnant)-Division
- die 3. Division war die Majors-Division
- die 4. Division war die 2. Majors-Division
- die 5. Division (soweit vorhanden) war die 3. Majors-Division

Im Zuge der Heeresreform wurden die Kavallerie-Regimenter ab 1860 auf zwei Divisionen reduziert.
Bis zum Jahre 1798 wurden die Regimenter nach ihren jeweiligen Inhabern (die nicht auch die Kommandanten sein mussten) genannt. Eine verbindliche Regelung der Schreibweise existierte nicht. (z. B. Regiment Graf Serbelloni – oder Regiment Serbelloni.) Mit jedem Inhaberwechsel änderte das betroffene Regiment seinen Namen. Nach 1798 galt vorrangig die nummerierte Bezeichnung, die unter Umständen mit dem Namen des Inhabers verbunden werden konnte.
Bedingt durch diese ständige Umbenennung sind die Regimentsgeschichten der österreichisch-ungarischen Kavallerie nur sehr schwer zu verfolgen. Hinzu kommt die ständige und dem Anschein nach willkürliche, zu Teil mehrfache Umklassifizierung der Verbände. (Zum Beispiel: Böhmisches Dragoner-Regiment „Fürst zu Windisch-Graetz“ Nr. 14)
- siehe: k.u.k. Husaren